# Гаспарян Ашот Михайлович
Гаспарян Ашот Михайлович (17 червня 1902, Баку, Азербайджан — 30 жовтня 1970, Москва, Росія) — ректор 1-го Харківського медичного інституту (1937—1944), доктор медичних наук (1939), професор (1940), уролог, заслужений діяч науки й техніки РСФСР і Вірменської РСР.

## Біографія
Народився Ашот 17 червня 1902 року, в селянській родині у Баку. Навчався в гімназії. 
Перебуваючи у 6 класі, (1917 р.) брав активну участь в учнівських страйках.
В 1918 р. пішов до Червоної Армії.
В червні 1920 р. А. М. Гаспарян вступає в партію більшовиків і проводить агітаційну роботу серед молоді Баку.
В 1921 р. вступає до Бакинського університету; водночас працює у робітничо-селянській інспекції. Закінчує своє навчання у 2-му Московському медичному інституті (1926). Після закінчення навчання — ординатор, потім асистент у 1-му Московському медичному інституті.
В 1932—1936 рр. —  доцент урологічної клініки 1-го Московського медичного інституту під керівництвом Р. М. Фронштейна. Одночасно, з 1931 р. був завідувачем 2-го Венерологічного диспансеру в Бауманському районі Москви.
Захистив кандидатську дисертацію в 1935 р., і вже в лютому 1936 р. очолив кафедру урології 1-го Московського медичного інституту.
В жовтні 1937 р. А. М. Гаспаряна призначено на посаду директора 1-го Харківського медичного інституту (ХМІ), де він став доцентом з урології у факультетській хірургічній клініці й в 1938 р. заснував кафедру урології в інституті.
Проявив себе виключно активним та ініціативним працівником, значною мірою зміцнив інститут молодими підростаючими кадрами професорсько-викладацького персоналу.
Ашот Михайлович, бувши членом президії ХНМТ (Харківського наукового медичного товариства), членом президії Всесоюзного та Українського товариств урологів, членом Вченої медичної ради Нарком здоров'я УРСР, заступником редактора журналу «Врачебное дело», вів велику громадську роботу.
Захистив докторську дисертацію «Камні мочєвого пузиря (патогенез, клініка і лєченіє)» (1939).
Звання професора на кафедрі урології отримав в 1940 р.
У вересні 1941 р. під час евакуації інституту в Чкалов (Оренбург) Ашот Михайлович проявив себе вмілим організатором і грамотним керівником.
Під його керівництвом та завдяки зусиллям всього колективу вже 10 листопада 1941 р. на всіх курсах почалися заняття.
14 листопада 1941 р. на засіданні партійного бюро інституту А.М. Гаспарян доповідав про роботу інституту в нових умовах. Члени політбюро одноголосно висловили думку, що інститут в короткі терміни зміг почати роботу в евакуації завдяки керівництву директора інституту.
Було організовано новий п'ятий курс, тому що всі п'ятикурсники, наказом з Наркомату охорони здоров'я СРСР, були випущені лікарями ще у Харкові і майже всі пішли на фронт. Оголошено прийом студентів на перший курс.
Продовжувалася і науково-дослідна робота, теми досліджень були згідно з вимогами воєнного часу.
А. М. Гаспарян керував спеціалізованим шпиталем, займався науковою роботою, в цей час опубліковано статтю: «Новий принцип прімєнєнія постоянного катетера при восстановлєніі поврєждєнной уретри».
У серпні 1943 р., після визволення Харкова, виїздить до Москви з приводу об'єднання двох ХМІ в один, готує колектив до повернення додому.
На початку 1944 р., коли в госпіталях Оренбурга накопичився достатній матеріал, відбулася загальнолікарська науково-практична конференція евакогоспіталів Південно-Уральського військового округу. Серед інших на ній виступав з доповіддю А.М. Гаспарян. Підсумком конференції було розгорнуто постанову Військової ради Південно-Уральського округу від 14 квітня 1944 р. за № 14, в якому наголошувалося велика робота, проведена 1-м ХМІ в госпіталях Оренбурга, висловлювалася подяка ряду професорів, а професор А.М. Гаспарян був нагороджений грамотою Військової ради округу.
1944—1949 рр. — директор Одеського медичного інституту, завідувач кафедри урології.
З 1951 по 1970 рр. завідував кафедрою і клінікою урології 1-го Ленінградського медичного інституту.
В 1965 р. заснував Всеросійське наукове товариство урологів та став першим його головою.
Помер Ашот Михайлович Гаспарян 30 жовтня 1970 р., похований в Ленінграді.

## Наукова робота
Наукові інтереси Ашота Михайловича і його учнів включали широке коло питань сечокам'яної хвороби, онкоурології, травм сечостатевих органів, туберкульозу сечової системи, знеболення в урології, вчення про гонорею, чоловічого безпліддя, історії урології та інші.
Він був автором 390 наукових праць, в тому числі 7 монографій. Монографія «Пластика сечового міхура відрізками тонкої кишки», видана в 1960 р., дала початок новому напрямку в оперативній урології в країні. У пошуках нових методів лікування хворих аденомою передміхурової залози, він в п'ятдесяті роки минулого століття обґрунтував показання до одномоментної аденомектомії.
Сприяв активному впровадженню нових хірургічних методик і вдосконаленню оперативної техніки:
- одномоментна аденомектомія стає стандартною операцією;
- розвивається пластична і органозбережна хірургія.

В 1953 р. за ініціативою професора А. М. Гаспаряна відкрито перше в СРСР фізіоурологічне відділення.
У 1959 році виконано першу в СРСР ілеоцистопластику.
Під його керівництвом було виконано близько 500 наукових робіт, 5 докторських та 47 кандидатських.
Ашот Михайлович був головою Товариства урологів Російської Федерації, а також Почесним членом Товариства урологів Вірменської РСР і Товариства урологів Болгарії.

## Праці
- Гаспарян А. М. Каменная болезнь мочевого пузыря // Урология. — 1932. — № 36.
- Гаспарян А. М. Инородные тела мочевого пузыря // Урология. — 1933. — № 38.
- Гаспарян А. М. Опухоли почечной лоханки // Советская хирургия. — 1936. — № 2.
- Гаспарян А. М. Пластика мочевого пузыря отрезками тонкой кишки / Гаспарян А. М., Цветов Е. П., М-во здравоохранения РСФСР. Яросл. мед. ин-т. — Ярославль: Б. и., 1960 [обл. 1959]. — 164 с.
- Гаспарян А. М. Урология на всесоюзных съездах хирургов: (Обзор) / А. М. Гаспарян, С. Т. Захарян. — Харьков: Урол. клиника 1 Харьк. мед. и[н]-та, 1938. — 56 с.
- Гаспарян А. М. Руководство по клинической урологии: Заболевания почек и верхних мочевых путей / А. М. Гаспарян, Г. Е. Островерхов, Ю. А. Пытель; под ред. чл.-кор. АМН СССР засл. деят. науки РСФСР проф. А. Я. Пытеля. — Москва: Медицина, 1969. — 712 с.
- Гаспарян А. М. Очерки по истории отечественной урологи / А. М. Гаспарян, С. А. Гаспарян, В. Н. Ткачук. — Ленинград: Медицина. Ленингр. отд-ние, 1971. — 158 с. : ил.
- Современные вопросы урологии: (Сборник науч. работ) / [Отв. ред. засл. деят. науки проф. А. М. Гаспарян] ; М-во здравоохранения РСФСР. Всерос. науч. мед. о-во урологов. — Ленинград, 1967. — 301 с
- Гаспарян А .М. Библиографический указатель отечественной литературы по гонорее за 40 лет: (1900—1939) / проф. А. М. Гаспарян, дир. Урол. клиники 1-го ХМИ. — Харьков : 1-й харьк. мед. ин-т, 1941. — 144 с.
- Гаспарян А. М. Библиографический указатель русской литературы по урологии за 10 лет: (1930—1939) / проф. А. М. Гаспарян, дир. Урол. клиники 1-го ХМИ. — Харьков: Всесоюз. о-во урологов, 1940. — 92 с.
- Гаспарян А. М. Указатель к журналу «Урология» за 10 лет: (1923—1932 г.): (№ 1-36). — Б. м. : Б. и., [1933]. — С. 63-71.

## Нагороди
- Орден Трудового Червоного Прапора[6]
- Орден Червоної Зірки[6]
- два ордени «Знак Пошани»[6]
- Заслужений діяч науки РРФСР
- Заслужений діяч науки Вірменської РСР